# Onocolus biocellatus
Onocolus biocellatus là một loài nhện trong họ Thomisidae.
Loài này thuộc chi Onocolus. Onocolus biocellatus được Cândido Firmino de Mello-Leitão miêu tả năm 1948.